# Ferdinand Weitzenegger
Ferdinand Weitzenegger (* 19. Oktober 1704 in Mühlheim an der Donau; † 6. Februar 1775 in Waldshut) war ein Palier und Baumeister im Dienste Johann Caspar Bagnatos sowie Architekt für das Kloster St. Blasien und das Damenstift Säckingen.

## Werke

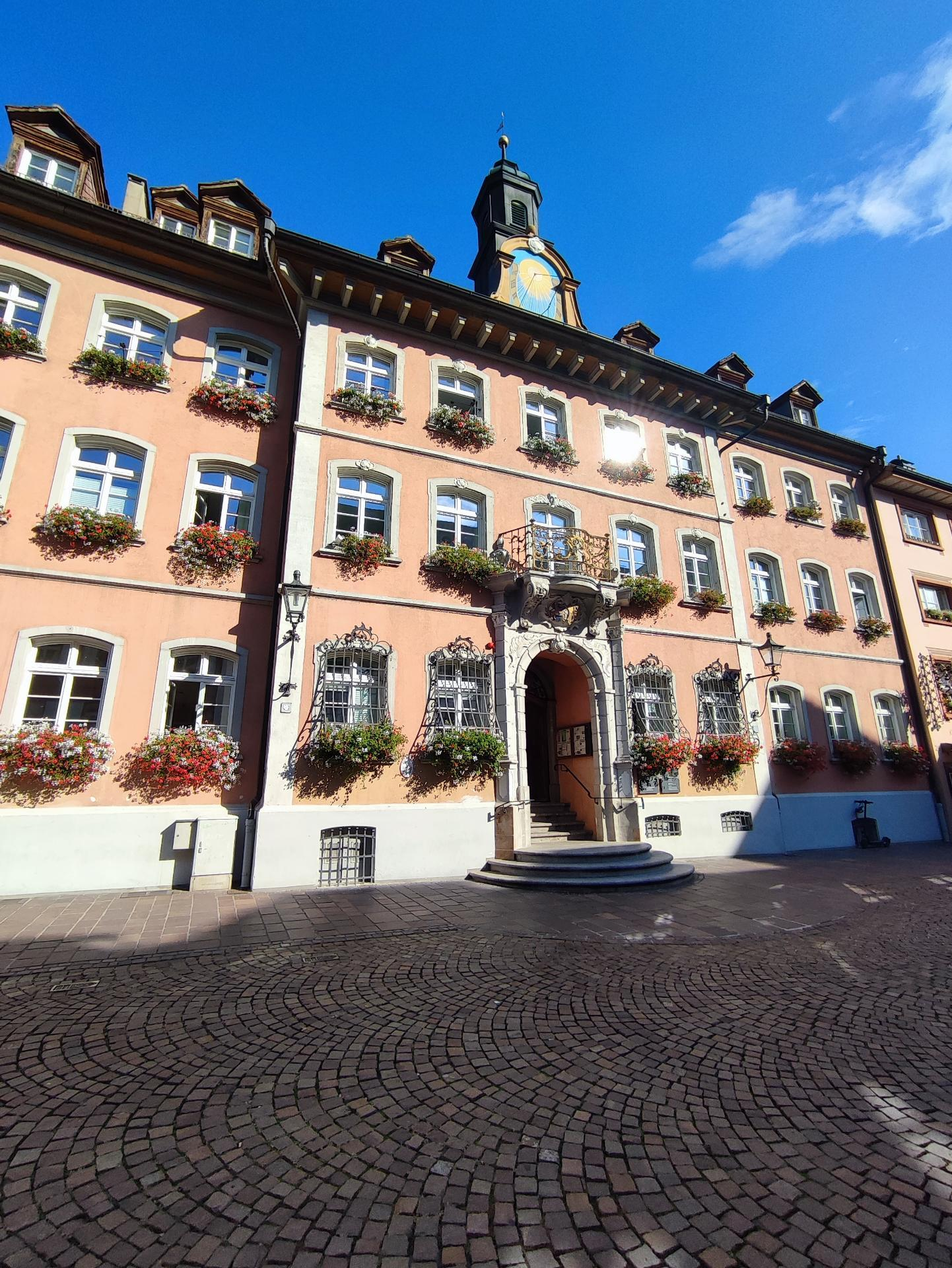
Das Rathaus in Waldshut

- 1740 bis 1748 als Palier bei Johann Caspar Bagnato: Johanniterkommende Mainz
- 1749: mit Franz Anton Bagnato, Sohn des Caspar: Bauaufnahme von Kloster Sion, jedoch erfolgten keine Bauausführungen
- 1749: unter Abt Cölestin Vogler Bauleitung am Pfarrhaus in Waldshut, Zimmerer war Claus Schildknecht
- 1755: Umbau Pfarrhaus Aichen in Aichen
- 1758 Neubau der Kirche in Waldkirch
- 1761: Ab dem Sommer war Weitzenegger selbständig, zugeschrieben wird ihm in dieser Zeit der Bau des Meisterhauses in St. Blasien, heute (Hotel Klostermeisterhaus)

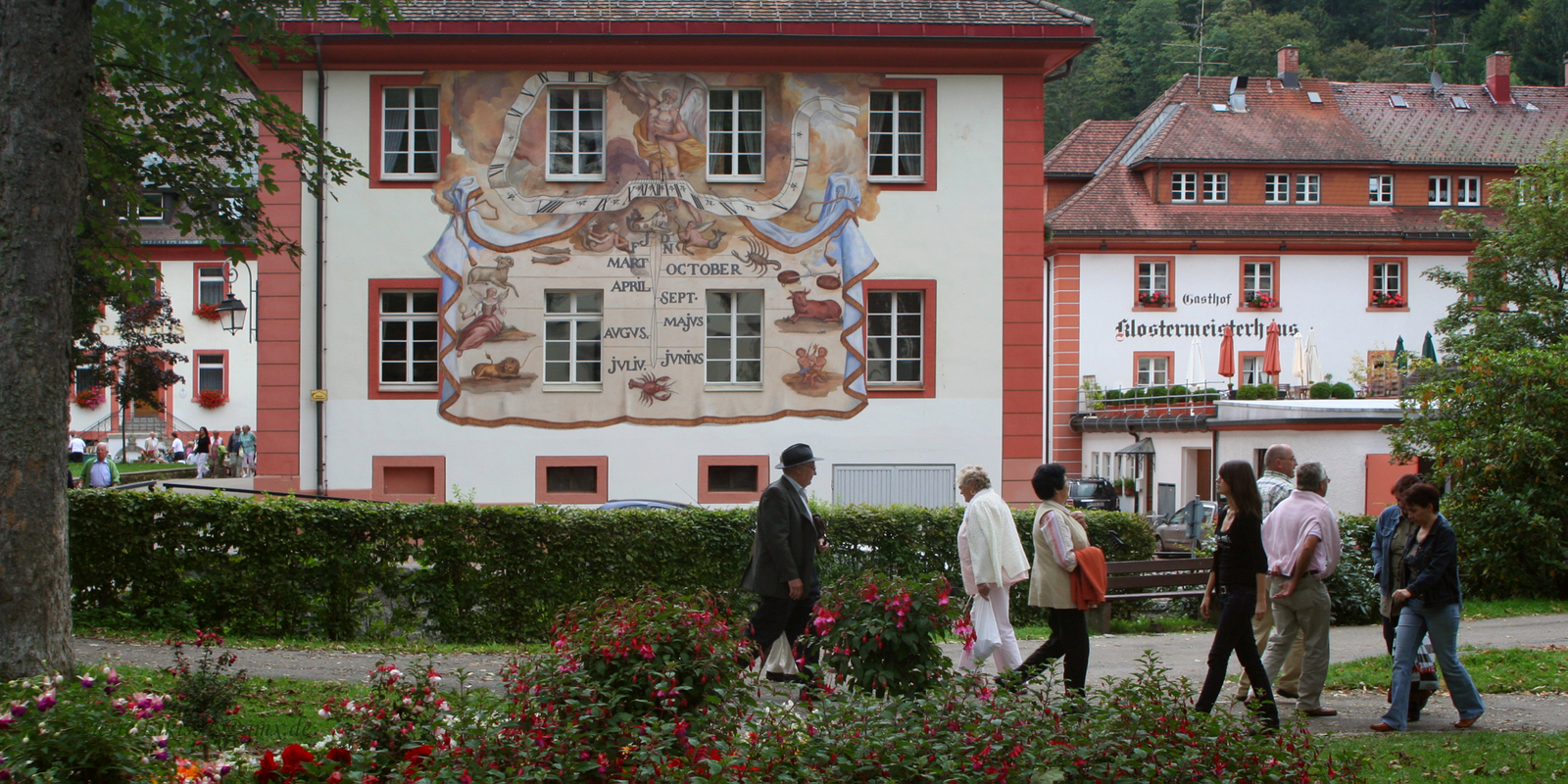
Rechte Seite: Das Klostermeisterhaus in St. Blasien

- 1761 am 22. August: Begutachtung mit Abt Meinrad Troger des Bauplatzes für ein Lusthaus über der Alb, das aber nach nochmaliger Begehung am 17. September zusammen mit Johann Daniel Schöpflin erst am 12. November 1763 als Fachwerkbau Klein-Lauffenburg, später auch als Tusculum über der Alb auf gemauertem Gewölbe über die Alb, fertiggestellt war. Die Stuckarbeiten schuf Franz Anton Vogel.
- 1762 bis 1763 vermutlich als Baumeister auf Schloss Bürgeln
- 14. Mai 1763 bis 1764: Neubau Pfarrhaus Grafenhausen

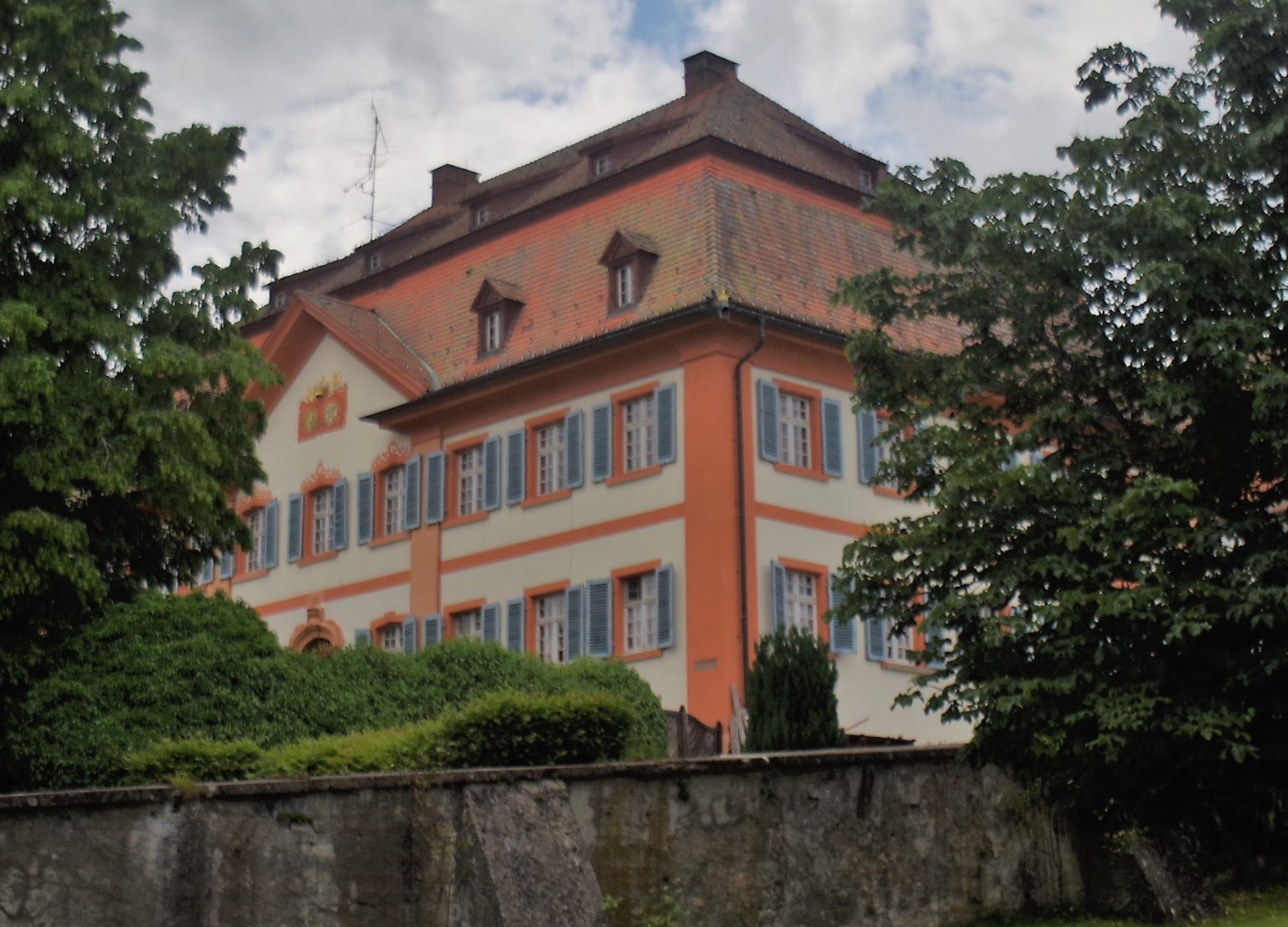
Das Pfarrhaus in Grafenhausen

- 1762 bis 1763 Neubau Pfarrhaus Weilheim in Weilheim
- 1766 bis 1767 Kirche in Krenkingen (Zugeschrieben)[1]
- 1765 bis 1667 Kirche in Dogern

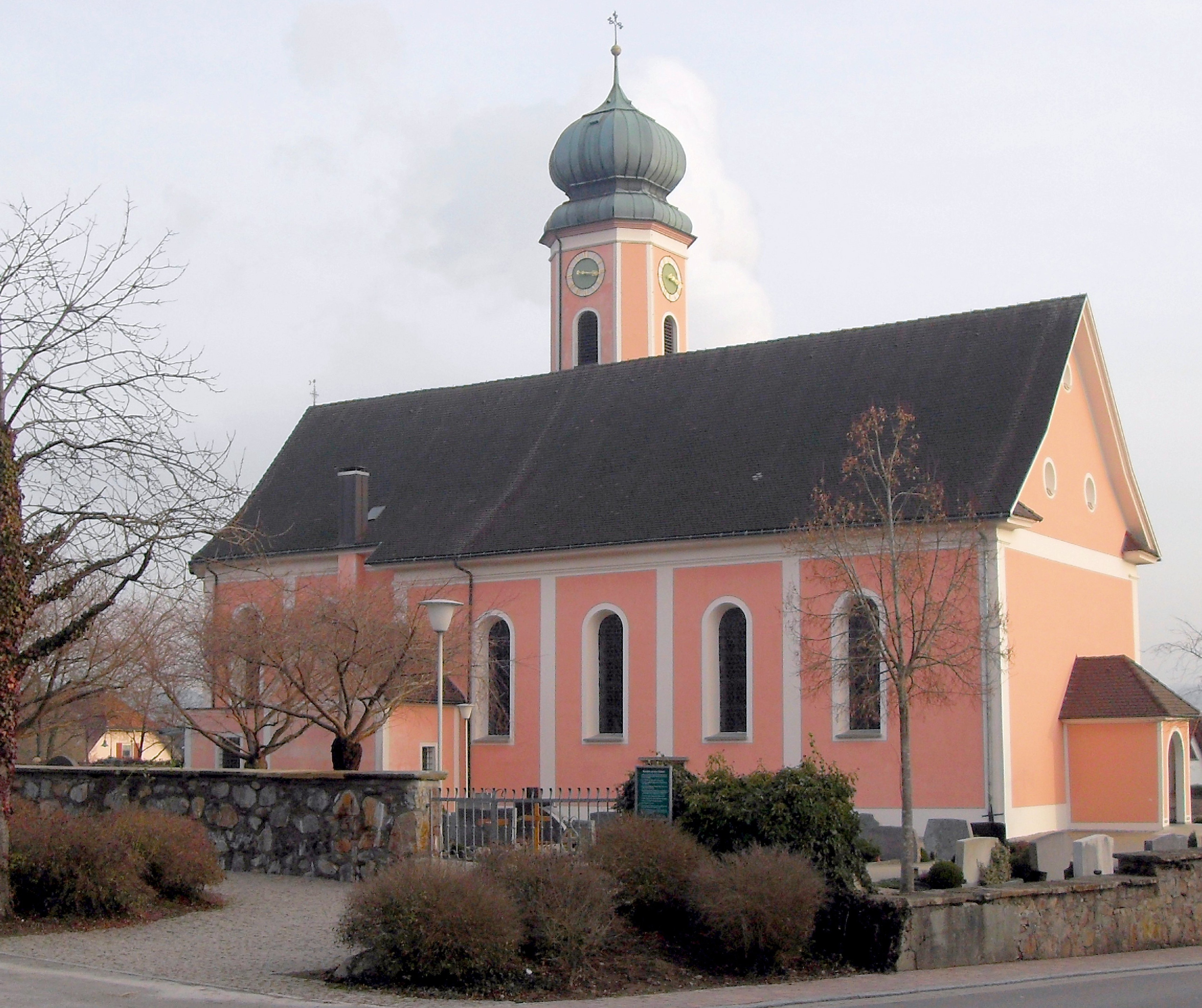
St. Clemens, Dogern

- 25. Mai 1763: St. Blasien, Ausmessen zu dem Gebäu, welches vis a vis von der Canzley soll erbauet werden, der Beamtenbau verbrannte 1786.
- 1770: Rathaus der Stadt Waldshut (am 6. September 1726 war das alte Rathaus beim großen Stadtbrand abgebrannt)
- 1775: Nach seinen Plänen entstand in Waldshut der barocke Neubau des Waldvogteiamts in der Südostecke über dem Rhein unweit des Greiffeneggschlössle.